# Glaciação Huroniana

Imagem ilustrativa da glaciação Huroniana

A glaciação Huroniana ou glaciação Makganyene foi um período marcado por pelo menos três eras glaciais ocorridas durante a deposição do Supergrupo Huroniano. Essa sequência predominantemente sedimentar foi depositada entre aproximadamente 2,5 e 2,2 bilhões de anos atrás, abrangendo os períodos Sidérico e Riácico da era Paleoproterozoico.
As principais evidências dessa glaciação baseiam-se no reconhecimento de diamictitos, interpretados como depósitos de origem glacial. A deposição do Supergrupo Huroniano é geralmente entendida como tendo ocorrido em uma bacia de fenda que posteriormente evoluiu para um ambiente de margem passiva predominantemente marinha.
Os depósitos glaciares de diamictito no Huroniano apresentam espessuras comparáveis às dos análogos do Quaternário.

## Descrição
As três unidades glaciais do Supergrupo Huroniano que contêm diamictito são, da mais antiga para a mais recente, as formações Ramsay Lake, Bruce e Gowganda. Embora existam outros depósitos glaciais reconhecidos em diferentes partes do mundo nesse período, o Huroniano está restrito à região ao norte do Lago Huron, entre Sault Ste. Marie, Ontário, e Rouyn-Noranda, Quebec. Depósitos semelhantes também são encontrados em outras regiões da América do Norte, bem como na Austrália e na África do Sul.
A glaciação Huroniana coincide amplamente com o Grande Evento de Oxigenação, um período caracterizado pelo aumento dos níveis de oxigênio atmosférico e pela redução do metano atmosférico. O oxigênio reagiu com o metano, formando dióxido de carbono e água — ambos gases de efeito estufa significativos mais fracos do que o metano —, o que reduziu drasticamente a eficácia do efeito estufa. Essa redução foi acentuada pela precipitação do vapor de água com o resfriamento global.
Esse processo desencadeou um período de resfriamento global (efeito "bola de neve"), possivelmente agravado pela baixa irradiação solar da época e pela diminuição da atividades geotérmica. A combinação do aumento do oxigênio livre — que causa danos oxidativos a compostos orgânicos — com as pressões ambientais teria provocado um evento de extinção em massa: o primeiro e mais duradouro da história da Terra, que eliminou a maior parte dos tapetes microbianos anaeróbicos que dominavam tanto a superfície terrestre quanto os mares rasos.

## Descoberta e nome
Em 1907, Arthur Philemon Coleman inferiu pela primeira vez uma "era glacial Huroniana inferior" a partir da análise de uma formação geológica perto do Lago Huron, em Ontário. Em sua homenagem, o membro inferior (glacial) da Formação Gowganda é chamado de membro Coleman. Essas rochas foram estudadas em detalhes por vários geólogos e são consideradas como o exemplo típico de uma glaciação paleoproterozóica.
A confusão dos termos glaciação e era glacial levou à impressão mais recente de que todo o período de tempo representa um único evento glacial. O termo Huroniano é usado para descrever um supergrupo litoestratigráfico e não deve ser usado para descrever ciclos glaciais, de acordo com o Código Estratigráfico Norte-Americano, que define a nomenclatura adequada de unidades geológicas, físicas e cronológicas. Unidades diacrônicas ou geocronométricas devem ser usadas.

## Geologia e clima
A Formação Gowganda (2.3 Gya) contém "os depósitos glaciogênicos mais difundidos e convincentes desta era", de acordo com Eyles e Young. Na América do Norte, depósitos de idade semelhante estão expostos em Michigan, na região de Black Hills, em Wyoming, Chibougamau, em Quebec e no centro de Nunavut. Globalmente, eles ocorrem na Bacia de Griquatown, na África do Sul, bem como na Índia e na Austrália.
A percepção popular é que uma ou mais glaciações podem ter sido eventos do tipo bola de neve, quando toda ou a maior parte da superfície da Terra estava coberta de gelo. No entanto, a evidência paleomagnética que sugere que havia camadas de gelo em baixas latitudes é contestada, e os sedimentos glaciais (diamictitos) são descontínuos, alternando com carbonato e outras rochas sedimentares, indicando climas temperados, fornecendo poucas evidências de glaciação global.

## Implicações
Antes da Era Glacial Huroniana, a maioria dos organismos era anaeróbica, dependendo da quimiossíntese e da fotossíntese anoxigênica baseada na retina para a produção de energia biológica e biocompostos. Mas nessa época, as cianobactérias desenvolveram a fotossíntese oxigenada baseada em porfirina, que produzia dioxigênio como produto residual. Inicialmente, a maior parte desse oxigênio era dissolvida no oceano e depois absorvida pela redução de compostos ferrosos da superfície, metano atmosférico e sulfeto de hidrogênio. No entanto, à medida que a fotossíntese cianobacteriana continuou, o oxigénio cumulativo saturou excessivamente o reservatório redutor da superfície da Terra e derramou-se como oxigénio livre que "poluiu" a atmosfera, levando a uma alteração permanente na química atmosférica conhecida como o Grande Evento de Oxigenação.
A atmosfera antes redutora, agora oxidante, era altamente reativa e tóxica para a biosfera anaeróbica. Além disso, o metano atmosférico foi esgotado pelo oxigênio e reduzido a níveis de gases residuais, sendo substituído por gases do efeito estufa muito menos potentes, como dióxido de carbono e vapor de água, este último também sendo facilmente precipitado do ar em baixas temperaturas. A temperatura da superfície da Terra caiu significativamente, em parte devido à redução do efeito estufa e em parte porque a luminosidade solar e/ou as atividades geotérmicas também eram menores naquela época, levando a uma Terra de gelo.